# أبو القاسم الكعبي
أبو القاسم عبد الله بن أحمد بن محمود البلخي المعروف بالكَعْبي (273 - 319 هـ / 886 - 931م)، يُعد من المعتزلة البغداديين، ومن نظراء أبي علي الجُبَّائي، صنّف في الكلام كتباً كثيرة، وقد تتلمَذَ الكعبي على يد أبي الحسين الخَيَّاط المتكلم المعتزلي وخالفه في بعض المسائل، أقام ببغداد مدّة طويلة وناظر بها وانتشرت بها كتبه، ثمّ عاد إلى بلخ فأقام بها إلى حين وفاته.

## كتبه
- التفسير.
- تأييد مقالة أبي الهذيل.
- قبول الأخبار ومعرفة الرجال.
- السنة.
- مقالات الإسلاميين.
- أدب الجدل.
- تحفة الوزراء.
- محاسن آل طاهر.
- مفاخر خراسان.
- الطعن على المحدثين.[8]